# Budinščina
Budinščina est un village et une municipalité située dans le comitat de Krapina-Zagorje, en Croatie. Au recensement de 2001, la municipalité comptait 2 793 habitants, dont 96,99 % de Croates et le village seul comptait 583 habitants.

## Localités
La municipalité de Budinščina compte 13 localités :
| - Budinščina - Gotalovec - Grtovec - Krapinica - Marigutić - Pažurovec - Pece | - Pokojec - Pomperovec - Prepuštovec - Sveti Križ - Topličica - Zajezda |